# Janatha Vimukthi Peramuna
Pour les articles homonymes, voir JVP.
Le Front de libération du peuple ou Janatha Vimukthi Peramuna (tamoul : மக்கள் விடுதலை முன்னணி , singhalais : ජනතා විමුක්ති පෙරමුණ) est un parti politique de gauche au Sri Lanka.
Fondé en 1965 comme organisation armée communiste révolutionnaire, il mène deux tentatives infructueuses de révolutions, en 1971 et de 1987 à 1989. En 1994, il renonce à la lutte armée pour entrer dans la politique électorale, et devient tiers parti d'un système bipartisan. Il revient au devant de la scène lors de la crise politique de 2022 grâce à ses positions populistes de gauche, ce qui permet à son dirigeant Anura Kumara Dissanayake d'être élu président de la république du Sri Lanka en septembre 2024, et de nommer la député Harini Amarasuriya Première ministre.

## Histoire

### Fondation
En 1964, les trois principaux partis de gauche, le Parti srilankais pour une société égalitaire (LSSP), le Parti communiste de Ceylan(CPC), et le Front unis du peuple (en) (MEP) s’allient pour former la coalition du Front uni de gauche. Ils apportent la même année leur soutien au premier gouvernement de ⁣⁣Sirimavo Bandaranaike, Première ministre du Parti de la liberté du Sri Lanka (SLFP), et certains membres du LSSP deviennent même ministres. Le soutien et l'entrée dans un gouvernement social-démocrate est considéré par certains membres du LSSP et du CPC comme un abandon de la stratégie révolutionnaire et une trahison de la classe ouvrière. La tendance maoïste du CPC fait alors scission pour former en 1964 le Parti communiste de Ceylan (maoïste) (en). Le 14 mai 1965, à la suite de désaccords avec la direction du CPC (maoïste) qu'il considère manquant d'objectif révolutionnaire, Rohana Wijeweera quitte le parti pour fonder Le Front de libération du peuple,.
Le JVP nouvellement formé, d'obédience communiste révolutionnaire et d'inspiration maoïste, guévariste et trotskyste, se donne pour objectif de devenir la force motrice d'une révolution qui renverserait le dominion de Ceylan pour créer une république socialiste du Sri Lanka. Il critique les échecs et renoncements des formations communiste qui l'ont précédé et revendique la constitution d'une nouvelle voie pour la gauche sri-lankaise, avec pour ligne directrice la lutte des classes par les armes.

### Établissement d'une stratégie révolutionnaire
Entre 1967 et 1970, le groupe se développe. Dans une période où la croissance démographique surpasse de beaucoup la croissance économique, la plupart des jeunes bénéficient d'une éducation gratuite mais se retrouvent sans emploi. Éduquée et politisée mais économiquement précaire, la jeunesse constitue le principal vivier de recrutement du parti, qui les forme idéologiquement et militairement dans des camps au sud du pays[source insuffisante].
Lors des élections législatives de mai 1970, tandis qu'en devanture les cadres du parti soutiennent le Front uni (en) de Sirimavo Bandaranaike, les militants distribuent de la propagande appelant à l’insurrection si elle ne répond pas aux aspiration populaires. En plein milieu de la campagne électorale, le gouvernement de Dudley Senanayake fait arrêter Rohana Wijeweera, dirigeant du parti, pour appel à l’insurrection, mais en juillet 1970, Bandaranaike redevenue Première ministre après les élections, ordonne sa libération,.
De 1970 à 1971, le JVP intensifie sa campagne publique d'appel à la révolte en publiant son propre journal, le Janatha Vimukthi (« Libération du peuple »), et accélère parallèlement les préparatifs de sa révolte. Le mouvement, fort de 10 000 membres, est composé de plusieurs cellules, constituées chacune de cinq membres et d'un chef, par secteur sous contrôle d'un poste de police. Les cellules d'un même secteurs sont dirigées par un chef de secteur. Les chefs de district dirigent chacun l'ensemble des secteurs de leur district, et composent le comité central. Le comité central est subordonné au bureau politique, une assemblée des douze dirigeants du parti, dont Wijeweera.
Le parti prévoit d'immobiliser le pouvoir par des frappes ciblées contre les forces de police et l'armée simultanément sur toute l'île. Détruire, désorganiser et prendre contrôle des commissariat de police, clef du contrôle gouvernemental au niveau local, devait permettre de rallier les populations locales à la révolution. En préparation le parti achète des armes avec les fonds fournis par ses membres ou issus de braquages, prépare des bombes artisanales, et s’équipe d'armes de chasse. L'organisation prévoit néanmoins d'acquérir la plupart des armes nécessaires au moment de l’insurrection, par des raids contre les postes de police et camps militaire.

### Insurrection de 1971
Le 5 mars 1971, à la suite d'une explosion accidentelle la police découvre 58 bombes dans une manufacture du parti dans le district de Kegalla. Rohana Wijeweera est arrêté le 13 mars à Ampara par une équipe de police spéciale, et emprisonné à Jaffna. Le 16 mars, le gouvernement déclare l'état d'urgence. Le 2 avril, les principaux dirigeants du parti se réunissent et décident de lancer l’insurrection en attaquant simultanément tous les postes de police du pays le 5 avril à 23 heures. La veille de l'attaque, la police arrête plusieurs cadres du JVP qui s’apprêtaient à assassiner la Première ministre. La police et les forces armées, prenant conscience de l'ampleur de l'insurrection qui se prépare, se mettent en état d'alerte et établissent un couvre feu[source insuffisante].
Dans la nuit du 5 au 6 avril, mal coordonnés, insuffisamment formés et prévenus parfois moins d'une journée à l'avance, les insurgés attaquent 92 postes de police à travers le pays, et parviennent tout de même à prendre le contrôle de 48 d'entre eux. Les jours suivant, ils coupent les lignes téléphoniques et électriques, bloquent les routes, et prennent en embuscade des convois militaires afin de désorganiser les forces armées. Profitant de leur faiblesse, les rebelles capturent de vastes zones parfois sans combattre, maîtrisent au 10 avril la quasi entièreté de la province du Sud, et prennent le contrôle dans les jours suivant d'une grande partie de la province du Centre.
Les forces armées, bien qu'en alerte, sont en effet prises au dépourvu. Le gouvernement, ayant dissous la branche de la police dédiée au renseignement intérieur, manque d'information rapide sur l'évolution de la menace insurrectionnelle, et manque par conséquent d'organisation. Les forces armées de Ceylan sont également mal préparées pour un conflit de si grande ampleur. L'armée de terre manque d'armes modernes et de munitions, la marine ne dispose que d'une seule frégate, et l'armée de l'air se limite à une petite flotte d'avions de transport légers et d'hélicoptères.
À la suite de la première vague d'attaque insurrectionnelle, le gouvernement et ses forces armées se réorganisent depuis la salle de crise de Temple Trees. Les réservistes et le personnel militaire sont mobilisés et les grandes villes et infrastructures de transport stratégiques sont sécurisées. Bandaranaike lance un appel de détresse aux pays amis. Le Pakistan envoie des troupes de transport aérien et des hélicoptères, et l'Inde envoie des unités d'infanterie et un escadron d'hélicoptères, et établit un cordon naval autour de l'île. La Yougoslavie, la Chine et l'Australie envoient des canons et des fusils, le Royaume-Uni des hélicoptères et munitions, et l'URSS des chasseurs-bombardiers, hélicoptères, transports blindés et mortiers.
Les troupes pakistanaises et indiennes assurent des missions de sécurisation de bâtiments et infrastructures stratégiques, ce qui permet d'en décharger les troupes ceylanaises, et le matériel militaire étranger leur permet de s'équiper convenablement pour lancer la contre-insurrection. Après trois semaines de combats, le gouvernement reprend ainsi le contrôle de la quasi totalité des régions.
À l'issue du conflit, le bilan officiel dénombre 1 200 morts au total, quand JVP déplore la mort de 30 000 insurgés. Les chiffres indépendants estiment que le nombre de victimes se situe plutôt entre 4 000 et 5 000. 20 000 insurgés capturés sont détenus dans des camps de réhabilitation pendant des mois. Afin d'éviter un conflit prolongé, le gouvernement Bandaranaike offre des amnisties en mai et juin 1971. Les dirigeants du JVP n'en bénéficient pas et sont pour la plupart condamnés à des peines de prison, et le parti est interdit. En 1975 Wijeweera est condamné pour la prison à perpétuité, peine réduite ensuite à 20 ans de détention,.

### Entre deux insurrections
Lors des six années d'état d'urgence qui suivent le soulèvement, le JVP reste en sommeil, mais le système politique de l'île change radicalement. La Constitution du Sri Lanka de 1972 (en) initiée par Bandaranaike met fin au dominion de Ceylan pour établir la république du Sri Lanka et la dote d'un régime politique parlementaire unicaméral qui à la nouvelle Assemblée nationale d’État (en) pouvoirs exécutifs, législatifs et judiciaires. Cette nouvelle constitution reconnait également le Singhalais comme seul langage officiel et la suprémacie du bouddhisme, et est aussi plus permissive à la poursuite des réformes socialistes de nationalisation, contrôle des prix, et redistribution des terres agricoles engagées par Bandaranaike,,.
En 1977 le Premier ministre de l'UNP J. R. Jayewardene, qui arrive au pouvoir en prônant le libéralisme économique et la tolérance politique, libère Wijeweera et lève l'interdiction qui pesait sur son parti. En 1978, il initie la rédaction et l'adoption d'une nouvelle constitution, qui subsiste jusqu'à aujourd'hui, donne au président élu par suffrage universel les pouvoirs exécutifs et donne l'indépendance au pouvoir judiciaire. Rentré dans l'arène politique, et reconnu légitime par la commission électorale, le JVP présente Wijeweera à la première élection présidentielle de 1982 et termine 3e avec 4,19 % des voix. Jayewardene devient président de la République,,.
Au cours des années 1950, 1960 et 1970, les violences des pogroms et de la politique gouvernementale coloniale et de déplacement forcés que subit la minorité tamoul au Sri Lanka s'intensifient. En réaction, l'indépendantisme gagne du terrain dans la population et mouvements politiques tamouls. L'interdiction de représentation parlementaire du Front Tamoul uni pour la libération (TULF) et les pogroms de 1977 et de juillet 1983 sous l'inaction des pouvoirs publiques, décrédibilisent la stratégie légaliste et pousse la jeunesse tamoul à rejoindre en masse l'organisation armée des Tigres de libération de l'Îlam tamoul (LTTE). Les indépendantistes rentrent alors en guerre le 23 juillet 1983 contre l’État srilankais, et grâce au soutien de l'Inde prennent contrôle d'une grande partie des provinces Nord et Est du pays,,,.
Accusé d'être lié aux indépendantistes et d'être impliqué dans les événements du juillet noir, le Front de libération du peuple est interdit par le gouvernement du Premier ministre Ranasinghe Premadasa, faisant chuter le nombre d'adhérent et la visibilité politique du parti. Mais au contraire, face a l'intensification de la guerre civile, le JVP qui revendiquait initialement dans une conception marxiste de représenter tous les opprimés, qu'ils soient cinghalais ou tamouls, se rapproche de plus en plus des nationalistes cinghalais dans son refus total de compromis avec le LTTE. Le pari nourrit aussi un ressenti anti-indien en appelant à la manifestation et au boycott des produits indiens contre une possible invasion indienne,,.
Interdit et relégué à la clandestinité, une bonne partie de ses membres décimés par l’insurrection de 1971, le JVP commence à préparer une nouvelle insurrection, pensant pouvoir profiter de la mobilisation des forces armées contre le LTTE au nord. Le Mouvement populaire patriotique (en) (DJV), branche armée du parti, est fondé en 1986, et Saman Piyasiri Fernando en prends la tête. La nouvelle organisation braque des banques pour gagner des fonds, et vole des armes et des munitions de bases et académies militaires et de stations de polices. Des déserteurs de l'armée entrainent les 10 000 militants de l'organisation au maniement des armes à partir de 1987,.

### Insurrection de 1987-1989
Le 26 mai 1987, les forces srilankaises ayant acculé le LTTE dans la péninsule de Jaffna, l'intervention de la Force indienne de maintien de la paix amène les belligérants à négocier l'accord de paix Indo-srilankais (en), stipulant le désarmement du LTTE en échange de l'introduction du 13e amendement à la Constitution, qui fait du tamil une langue officielle et crée des conseils provinciaux auquel de nombreux pouvoirs législatifs sont délégués. La perspective d'une avancée relative de l'autonomie tamoul et la présence de troupes indiennes sur le territoire soulèvent un profond mécontentement parmi la population cinghalaise. Elle manifeste avec violence dans le sud du pays, poussant le gouvernement à proclamer le couvre-feu,,.
Au printemps 1987, le DJV profite du mécontentement anti-gouvernemental croissant et du chaos engendré pour lancer une campagne armée de déstabilisation de l’État. Sa principale méthode pour arriver à ses fins est la menace de mort de dirigeants dans le domaine politique, économique ou de la sécurité et de leur famille. Cette menace peut être appuyée par la destruction de la voiture ou de la maison des victimes de chantage. Dans le cas ou la victime ne réponds pas aux demandes de l'organisation (le plus souvent leur démissions, des renseignements, ou de l'argent), elle est assassinée pour provoquer la terreur auprès des élites du pays et faciliter ainsi les chantages futurs. Le DJV sabote également largement les réseaux d'électricité et de transport, et s'attaque aux bases militaires et commissariats de police pour piller armes et munitions. Parallèlement, en été 1989, le JVP appelle avec succès les travailleurs des transports, de la santé, et des plantations de thé, à des grèves pour bloquer l'économie,,.
Entre avril 1987 et octobre 1989, Le DJV tue ainsi deux secrétaires généraux, quatre députés, et deux ministres de l'UNP, trois commissaires de police, plusieurs journalistes, entrepreneurs, directeurs d'écoles, et un nombre important de militants UNP et des partis de gauche pacifistes comme l'Alliance socialiste (en). Les affrontements sporadiques avec les forces de sécurité causent la mort de 342 policiers, 209 militaires et 98 volontaires armés des Forces de sécurité civile. Ces affrontements et assassinats coutent également la vie à de nombreuses victimes collatérales, ainsi qu'à de nombreuses familles des cibles de chantage,,.
Ranasinghe Premadasa est élu président en décembre 1988 dans un contexte de boycott massif de l'élection. En juin 1989, face à l'intensification de l'activité du DJV, le gouvernement décrète l'état d'urgence. Il fait appel à des groupes paramilitaires et lance le 4 août l'opération spéciale de contre-insurrection Combine (en). En septembre 1989, le président réunis une conférence transpartisane pour la paix. Le SLFP, principal parti d’opposition, participe, tout comme le LTTE considérablement affaibli qui abandonne les armes, mais le JVP et l'Alliance socialiste refusent de participer,,.
À la suite de ce refus des négociations, la contre-insurrection s'intensifie. Les groupes paramilitaires instaurent une véritable terreur, se rendant responsables de nombreuses exactions couvertes par les forces de sécurité officielles, tels des actes de tuerie de masses, de torture, d’enlèvement et de viols contre des civils et soutiens présumés du JVP sans défense. Le gouvernement utilise également des camps de détentions, ou entre 5 000 et 10 000 rebelles présumés du JVP sont tués ou torturés. L'unité spéciale de contre-insurrection parvient à traquer, capturer et éliminer la quasi totalité du bureau politique du JVP entre le 10 septembre 1989 et le 6 janvier 1990, dont Rohana Wijeweera le 13 novembre et Saman Piyasiri Fernando le 29 décembre. Seul Somawansa Amarasinghe (en) parvient à survivre en quittant le pays vers l'Inde le 17 mars 1990,,.
À la suite de la mort de leurs dirigeants, plus de 15 000 insurgés rendent les armes, menant à la fin de l'insurrection. Après cette victoire décisive, l'opération Combine arrive à son terme en février 1990. Une délégation européenne estime le nombre total de victimes du conflit à 60 000,.

### Refondation réformiste sous la direction de Somawansa Amarasinghe
Après l'Inde, Somawansa Amarasinghe se réfugie en Italie, en France puis au Royaume-Uni au long de l'année 1991. En 1994, revenu au Sri Lanka, il entreprend de reconstruire le JVP, dont les rangs sont presque totalement décimés par les combats et la répression. Le JVP refondé abandonne les armes et renoue des liens avec les autres partis de gauche pour se réintégrer pleinement au jeu de la démocratie électorale,.
Aux élections législatives de 1994, le JVP qui se présente au nom du Front progressiste du Sri Lanka ne remporte que 1,13 % des votes et un seul siège parlementaire. Nihal Galappaththi candidate à l'élection présidentielle de la même année au nom du parti, mais se retire à la suite d'un désaccord interne. Le parti reporte donc son soutien à Chandrika Kumaratunga, candidate de l'Alliance populaire, coalition formée autour du SLPP. Après les 15 ans de mandat présidentiel des candidats de l'UNP J.R. Jayewardene et Ranasinghe Premadasa, marqués par la libéralisation et l'ouverture de l'économie, l'interdiction arbitraire de partis d'opposition, le musèlement des médias, et surtout les combats et exactions de la guerre civile, la population est mécontente et fatiguée. Chandrika Kumaratunga devient donc présidente, mais le JVP ne soutient pas pour autant son gouvernement,.
En 1999, le Front de libération du peuple présente son propre candidat à la présidence, Nandana Gunathilake. Celui-ci remporte plus de 4 % des voix, et termine ainsi 3e. Lors des élections législatives de l'année 2000, le parti remporte 6 % des suffrages et 10 sièges parlementaires sur 225. Ces deux élections sont marquées par un net recul de Chandrika Kumaratunga et de son Alliance populaire. Dans un contexte ou le LTTE met en échec les tentatives des forces armées de lui reprendre le contrôle la péninsule de Jaffna et la politique "La guerre pour la paix" du gouvernement, Chandrika Kumaratunga parvient à conserver la présidence face à Ranil Wickremesinghe de l'UNP, mais se retrouve en manque de sièges pour former une majorité. En 2001, le JVP remporte 9,1 % des voix et 16 députés, alors que la situation s'aggrave pour l'Alliance populaire, défaite par l'UNP qui promet la négociation avec les indépendantistes tamoul.
Le nouveau premier ministre Ranil Wickremesinghe arrive le 22 février 2002 à un accord de cessez-le-feu permanent avec le LTTE. En août, les négociations progressent sur le fédéralisme comme compromis entre indépendance et unité nationale. Le 21 avril 2003, le LTTE quitte la table des négociations devenues stagnantes, puis présente le 31 octobre sa propre proposition d'accord de paix, la mise en place d'une Autorité autonome intérimaire (en) dirigée par le LTTE qui lui donnerait de larges pouvoirs sur les provinces du nord et de l'est. Mais la situation de cohabitation complique la diplomatie. Wickremesinghe est accusé par les nationalistes cingalais de l'Alliance populaire de vouloir livrer le nord et l'est au LTTE. Pour empêcher leur poursuite, la présidente Kumaratunga déclare l’État d'urgence et reprend la main sur les ministères des médias, de l’intérieur et de la défense.
Elle forme une coalition rassemblant l'Alliance populaire et le JVP sous la bannière de l'Alliance de la liberté du peuple uni (UPFA) et de leur opposition commune au compromis avec les indépendantistes, et convoque des élections législatives anticipées. En avril 2004, l'UPFA gagne 45 % des suffrages et une majorité relative de 105 sièges au parlement, dont 39 reviennent au JVP. Le parti entre alors pour la première fois dans un gouvernement, sous la direction du nouveau premier ministre Mahinda Rajapaksa, et reçoit la charge de trois portefeuilles ministériels.
Le 26 décembre 2004, le tsunami de l'océan Indien frappe le Sri Lanka et fait 35 000 victimes sur son sillage. Une aide internationale est envoyée au Sri Lanka, mais sa distribution entre zones contrôlées par le gouvernement et le LTTE devient un objet de conflit. Le 24 juin 2005, le gouvernement arrive à s'accorder avec l’organisation indépendantiste sur l'établissement de la Structure de gestion opérationnelle post-tsunami. La structure se voit rapidement contestée puis supprimée par la justice, mais aussi par le JVP qui quitte le gouvernement le16 juin en signe de protestation. L'inégalité de répartition des aides cause le mécontentement du LTTE, qui assassine le ministre des affaires étrangère le 12 août, et menace de reprendre la lutte.
Kumaratunga, arrivé en fin de son second mandat, convoque une nouvelle élection présidentielle en novembre 2005. Ranil Wickremasinghe y défends la réouverture des négociations avec le LTTE, tandis que Mahinda Rajapaska appelle a une position plus ferme contre l'organisation indépendantiste et le fédéralisme. L'appel du LTTE au boycott électoral et soutien du JVP à la candidature du premier ministre lui apportent la victoire de justesse.
La guerre civile éclate de nouveau le 21 juillet 2006, lorsque le LTTE ferme l'écluse du réservoir d'eau de Mavil Aru, retirant l'accès a l'eau de 15000 habitants d'une zone contrôlée par le gouvernement. L'armée intervient et rouvre le réservoir le 8 aout. Au gré des affrontements sporadiques par artillerie lourde, bombardement aériens et incursions d'infanterie entre les deux forces, le LTTE perd peu a peu du terrain.
En mars 2008, Wimal Weerawansa, député du JVP depuis l'année 2000 et accusé de corruption et d’espionnage, est suspendu du parti par son comité exécutif. Suivi par plusieurs députés dissident, il fonde le Front national pour la liberté, et rejoint le gouvernement en décembre 2008.
Le 16 mai 2009, les derniers rebelles du LTTE acculés au lagon de Nanthi sont vaincus, et le président proclame la victoire. Le lendemain, l'organisation armée admet sa défaite et le surlendemain, le chef des forces rebelles Velupillai Prabhakaran est tué dans sa fuite. À la suite de cette victoire décisive et définitive sur les indépendantistes tamoul, mettant fin à une guerre civile de 26 ans, Mahinda Rajapaska convoque de nouvelles élections présidentielle et législatives pour début 2010, et candidate à nouveau pour l'UPFA. Mais il n'est pas le seul à vouloir récolter les fruits de la victoire sur le LTTE. En face, le JVP et l'UNP soutiennent la candidature du général Sarath Fonseka, commandant de l'armée srilankaise de 2005 et 2009. Le président Rajapaska parvient à sécuriser un second mandat avec 57,88 % des voix. Aux élections législatives, l'opposition part séparée. Le JVP s'allie avec d'autres petits partis soutiens de Fonseka sous la bannière de l'Alliance démocratique nationale (en). L'Alliance obtient 5,5% des voix et 7 députés dont 4 reviennent au JVP, et finit ainsi derrière l'UPFA, qui sécurise une large majorité absolue de 144 députés, et l'UNF, qui conserve seulement 60 sièges.
En septembre 2010, le président Rajapaska et sa majorité introduisent le 18e amendement à la Constitution Sri Lankaise, augmentant les pouvoirs exécutifs du président et lui retirant la limites de deux mandats, et permettant à des conseils parlementaires de nommer des membres de la Commission électorale, la Commission des droits humains et la Court suprême. Le JVP se positionne en opposition à cette présidentialisation autoritaire du pouvoir.
En avril 2012, Premakumar Gunaratnam, ancien membre de la direction du DJV durant l’insurrection de 1987-1989 quitte le part à la suite d'un conflit contre Somawansa Amarasinghe. Il affirme que le Front de libération du peuple a abandonné la stratégie révolutionnaire et la lutte des classes pour se reposer uniquement sur les coalitions électorales et de gouvernement. Une majorité des organisations féministe, de jeunesse, et des membres du parti le soutiennent, et partent le suivre pour fonder le Parti socialiste d'avant-garde (en). À la suite de nouveaux conflits internes, Somawansa Amarasinghe démissionne le 2 février 2014, puis quitte le parti pour former en juin 2015 le Parti des serviteurs du peuple.

### Tournant populiste de gauche et arrivée au pouvoir
En février 2014, le parti organise sa 17e convention nationale, et Anura Kumara Dissanayake (« AKD ») en prends la tête. L'ancien organisateur national de l'Association des étudiants socialistes, nommé en 1998 au Bureau politique du JVP, hérite d'un parti particulièrement fragilisé. Depuis 2008, le parti voit en effet le départ de certains de ses premiers députés avec Wimal Weerawansa et ses soutiens, de son aile radicale et révolutionnaire avec Premakumar Gunaratnam, ainsi que de son pillier historique Somawansa Amarasinghe, membre de la direction depuis 1978, et refondateur et dirigeant depuis 1994. Les élections législatives de 2010 représentent également un échec considérable, le parti passant de 39 députés à seulement 4, ce qui en fait sa pire performance depuis 1994. AKD prend alors la charge d'arrêter cette hémorragie par plusieurs changement de positions idéologiques et stratégiques. Il s'excuse pour les violences commises par le JVP lors des années 1970 et 1980, et promet de renoncer définitivement aux armes. Il débarrasse également le parti de ce qu'il y subsistait de marxisme pour le rapprocher d'une forme de social-démocratie, en acceptant l'économie de marché. Il redonne pourtant au parti une certaine radicalité et conflictualité populiste face à l'establishment et l'ordre politique traditionnel, dominé par le bipartisme de l'UNP et du SLFP. Il entend donc réaffirmer l’identité du JVP par des candidatures indépendantes ou à la tête de ses propres coalitions.
Lors de l'élection présidentielle de janvier 2015, Mahinda Rajapaska candidate pour l'UFPA dans l'espoir d'obtenir un 3e mandat. En face, Maithripala Sirisena, son ancien ministre de la santé et secrétaire général du SLFP, se présente en dissident sous la bannière du Nouveau front démocratique. Il avance les promesses d'abolir le 18e amendement, de retirer au président ses pouvoirs exécutifs pour établir un régime parlementaire sur le modèle du Système de Westminster avec un mix de scrutin proportionnel et uninominal majoritaire à un tour, et rétablir l'indépendance des commissions de surveillance des institutions de l’État. En proposant un gouvernement transpartisan mené par Ranil Wickremasinghe, il parvient à réunir le soutien de 36 partis d'oppositions et association, dont l'UNP et l'Alliance nationale tamoule, ainsi que de nombreux dissidents du LSSP, du CPC, et du SLPF. Le JVP, en pleine reconstruction, ne présente ni ne soutient de candidat, mais affiche clairement son opposition à Mahinda Rajapaska. Sirisena remporte la présidence avec 51,28 % des voix et convoque de nouvelles élections législatives en août 2015. En avril, grâce au ralliement du SLFP au gouvernement transpartisan de Sirisena, celui-ci parvient à introduire le 19e amendement à la constitutions, qui annule le 18e pour limiter le nombre de mandats du président à deux et son rôle à celui de chef de l’État, Chef du gouvernement, et Chef des armées, et crée le Conseil constitutionnel. L'UFPA se présente tout de même indépendamment de l'UNP aux élections législatives, les deux coalitions finissant respectivement avec 106 et 95 sièges parlementaires, pour finalement former un gouvernement d'union nationale derrière le premier ministre Ranil Wickremasinghe. Le JVP, quant à lui, se présente en totale indépendance pour la première fois depuis 2001, et remporte 4,87 % des suffrages et 6 sieges parlementaires.
L'Alliance pour la liberté du peuple du Sri Lanka (SLPFA), réunis un SLPF affaibli par sa participation au gouvernement, et le nouveau Front du peuple du Sri Lanka (SLPP) fondé en 2016 par Mahinda Rajapaska lâché par son ancien parti et renforcé par sa victoire écrasante aux élections locales de 2018. L'alliance présente alors Gotabaya Rajapaska, frère et ancien ministre de la défense de Mahinda, à la présidence pour 2019. La direction de l'UNP, en conflit avec Wickremasinghe, désigne candidat le vice dirigeant du parti Sajith Premadasa, fils de l'ancien président Ramasinghe Premadasa. En vue de l'élection, AKD crée une large coalition du nom de Pouvoir populaire national (JJB) et parvient à fédérer autour de son parti de 28 différentes organisations politiques, syndicales, féministes et de jeunesse et personnalités issues de la société civile, pour rassembler les électeurs de gauche. Malgré cette initiative unitaire, AKD remporte seulement 3,16 % des suffrages, tandis que Gotanaya Rakapaska devient président avec 52,25%.
Moins de 10 mois après sa victoire, le SLPFA mené par les frères Rajapaska se présente aux élections législatives devant une opposition plus divisée que jamais, Sajith Premadasa ayant quitté l'UNP à la suite de sa défaite et de nouveaux conflits internes pour y mener son propre parti, le Pouvoir du peuple unis, et Ranil Wickremesinghe ayant repris les rênes de son parti. Le SLPFA remporte une victoire écrasante, sécurisant une majorité de 145 députés avec 59 % des suffrages. Loin derrière, le JJB obtient seulement 3,84 % des voix et 3 sièges au parlement.
En avril 2022, à la suite de la sécheresse de 2017, de la pandémie de Covid-19, , d'une baisse des revenus touristiques agricoles et industriels et d'une gestion calamiteuse des grands projets, le Sri Lanka annonce ne plus pouvoir payer sa dette extérieure, et fait défaut de 46 milliards de dollars. La crise de la dette conduit à l'explosion de l'inflation, une augmentation du chômage et de grandes pénuries de biens de consommation. Au printemps 2022, un mouvement massif de contestation éclate en réaction contre le clan Rajapaska. Face à l'intensification des violences de la révolte, le premier ministre Mahinda Rajapaska démissionne le 9 mai et laisse sa place à Ranil Wickremesinghe, et Gotabaya Rajapaska est contrait à fuir de son palais présidentiel, puis du pays le 13 juillet. Wickremesinghe devient président par intérim et décrète l'état d'urgence et le couvre feu, ce qui permet à la police de repousser les manifestants des institutions du pouvoir. Gotabaya Rajapaska déclare sa démission, et Wickremesinghe est élu président de la république par le parlement le 20 juillet 2022,.
Cette crise économique et politique est l'occasion pour le JVP, le JJB, et AKD de se propulser au devant de la scène politique. Le JVP se tient à l'avant garde du mouvement, en organisant grèves, manifestations quotidiennes et sittings devant les institutions du pouvoir. AKD s'affiche quant à lui comme le candidat charismatique du peuple face à un ordre politique traditionnel bipartisan corrompu, incompétent et déconnecté des aspirations populaires, avec lequel il n'a jamais pactisé. L'élection du président par vote d'un parlement élu en 2020 permet alors d'ignorer temporairement le mécontentement et l'impopularité croissants des partis traditionnels, ainsi que la popularité en hausse d'AKD, qui ne recoit les voix que des 3 députés de son parti,.
Afin de sortir le pays de la crise économique, Wickremesinghe négocie en avril 2023 avec le Fonds monétaire international (FMI) le prêt d'une aide d'urgence de 2,9 milliards de dollars en échange d'une politique d'austérité brutale. Résultats, la dette et l'inflation diminuent, les pénuries prennent fin et la croissance économique retrouve une hausse fragile, mais la pauvreté et l'insécurité alimentaire bondissent pour atteindre un tiers de la population.
Le mécontentement populaire face à la situation économique et à l'ordre politique traditionnel refait alors surface lors de l'élection présidentielle de 2024. Hormis Ranil Wickremesinghe, soutenu par l'UNP, qui promet la continuation du redressement économique par sa politique austéritaire, les deux autres candidats principaux, Sajith Premadasa, soutenu par l'UPFA, et AKD, soutenu par le JJB promettent une renégociation des traités avec le FMI pour alléger l’austérité et son poids sur les classes populaires et moyennes.
Cependant, contrairement au fils Premadasa, AKD parvient à incarner une promesse de changement, de rupture et de renouvellement contre les élites corrompues et les appareils traditionnels qui auraient mené le pays à la ruine. Au premier plan de ses discours, la lutte contre une corruption qui a fait plusieurs fois scandales récemment, notamment avec l'autorisation sans régulations de casinos pratiquant le blanchiment d'argent, et la délégation des systèmes de visas passeports électroniques à des sociétés douteuses et incompétentes. Affirmant ne pas vouloir révolutionner l'économie du pays, qui serait trop fragile pour le supporter, AKD propose d'offrir un cadre plus favorable à l'investissement, la production et la recherche pour doper la croissance économique. Parallèlement, afin de soulager les finances des ménages et dans une idée de justice fiscale, il souhaite réduire les impôts pour les pauvres, abaisser voire supprimer la TVA sur les produits essentiels, et mettre fin des exonérations fiscale des super-riches. Il promet également d'établir une protection sociale et la gratuité des services de santé et d'éducation. Condition de la fin de l'austérité, le candidat du JJB promet de coopérer avec le FMI pour en renégocier et amender certains termes du contrat, tout en s’engageant à rembourser la dette du pays. Il affiche d'autre part des vœux d'harmonie, d'inclusivité et de réconciliation entre communautés religieuses. Son programme inclus également l'adoption par référendum d'une nouvelle Constitution instaurant un régime parlementaire,,,.
AKD obtient 42,31 % des voix, devant Sajith Premadasa et ses 32,75 %, et Ranil Wickremesinghe et ses 17,27%. En ajoutant les premières et secondes préférences, AKD sort vainqueur avec 55,89 % des voix. C'est une rupture considérable dans la politique srilankaise, puisque c'est la première fois qu'un président est élu sans le soutien ni du SLPP, ni de l'UNP.

## Résultats électoraux

### Élections législatives
| Année | Voix      | %     | Rang | Sièges   | Alliance                             |
| ----- | --------- | ----- | ---- | -------- | ------------------------------------ |
| 1994  | 90 078    | 1,13  | 7e   | 1 / 225  | Front progressiste du Sri Lanka      |
| 2000  | 518 774   | 6     | 3e   | 10 / 225 |                                      |
| 2001  | 815 353   | 9,10  | 3e   | 16 / 225 |                                      |
| 2004  | 4 223 970 | 45,60 | 1er  | 39 / 225 | Alliance de la liberté du peuple uni |
| 2010  | 441 251   | 5,49  | 4e   | 4 / 225  | Democratic National Alliance         |
| 2015  | 543 944   | 4,87  | 4e   | 6 / 225  |                                      |
| 2020  | 445 958   | 3,84  | 3e   | 3 / 225  | Pouvoir populaire national           |

### Élections présidentielles
| Election | Candidat                 | Premier tour   | Premier tour | Second tour instantané  | Second tour instantané  | Alliance                        |
| Election | Candidat                 | Nombre de voix | %            | Nombre de voix          | %                       | Alliance                        |
| -------- | ------------------------ | -------------- | ------------ | ----------------------- | ----------------------- | ------------------------------- |
| 1982     | Rohana Wijeweera         | 273 428        | 4,19         | Éliminé au premier tour | Éliminé au premier tour |                                 |
| 1994     | Nihal Galappaththi       | 22 749         | 0,30         | Éliminé au premier tour | Éliminé au premier tour | Front progressiste du Sri Lanka |
| 1999     | Nandana Gunathilake      | 344 173        | 4,08         | Éliminé au premier tour | Éliminé au premier tour |                                 |
| 2019     | Anura Kumara Dissanayake | 418 553        | 3,16         | Éliminé au premier tour | Éliminé au premier tour | Pouvoir populaire national      |
| 2022     | Anura Kumara Dissanayake | 3              | 1,37         | Éliminé au premier tour | Éliminé au premier tour | Pouvoir populaire national      |
| 2024     | Anura Kumara Dissanayake | 5 634 915      | 42,31        | 5 716 971               | 55,96%                  | Pouvoir populaire national      |